# Constança Sanches de Portugal
Constança Sanches de Portugal (Coimbra, 1204 ou 1210 - Coimbra, 8 de agosto de 1269) foi filha bastarda do rei D. Sancho I de Portugal com D. Maria Pais Ribeira, “A Ribeirinha”.

## Biografia
Filha de D. Sancho I de Portugal e de D. Maria Pais Ribeiro, uma das mais conhecidas barregãs (concubinas) da Primeira Dinastia, D. Constança Sanches de Portugal era neta paterna de D. Afonso Henriques e de D. Mafalda de Saboia e pelo lado materno do alferes Paio Moniz de Ribeira e de Urraca Nunes de Bragança, filha do cavaleiro Vasco Pires de Bragança. Da relação dos seus pais, teve mais quatro irmãos, que apesar de ilegítimos foram cuidados e protegidos pela coroa portuguesa, nomeadamente Rodrigo Sanches de Portugal (m. 1245), Gil Sanches de Portugal (m. 14 de setembro de 1236), Teresa Sanches de Portugal (1205-1230), Nuno Sanches de Portugal e Maior Sanches de Portugal, tendo os dois últimos falecido ainda em tenra idade.
Nascida em Coimbra, terá sido criada em Alfafar por D. Justa Dias, sua nutrix, tendo recebido em testamento de seu pai o valor de 7.000 morabitinos, quando tinha apenas 6 anos de idade. Anos mais tarde professou no mosteiro feminino de São João das Donas, afecto ao Mosteiro de Santa Cruz, usufruindo contundo de uma vida mais livre, onde não lhe era obrigatória a clausura monástica. Não obstante à vida religiosa, era também senhora de largos bens, possuindo três courelas de vinha, várias herdades em Torres Vedras, Alfafar, Alenquer, Santarém, Rio Maior, São Paulo de Maçãs, Cortegaça, Vila do Conde, Avelaneda e Salzedas, entre muitas outras, tendo doado ainda em vida algumas dessas propriedades aos seus sobrinhos Afonso e Martim Afonso Telo de Meneses.
A 20 de fevereiro de 1267, D. Constança Sanches fez o seu primeiro testamento ao Mosteiro de Santa Cruz de Coimbra, a quem contemplou com as herdades de Alfafar e Torres Vedras. Dois anos depois, a 5 de janeiro, doou a D. Sancha de Portugal, filha de D. Afonso III, sua sobrinha-neta, as herdades de Vila do Conde, Avelaneda, Pousadela, Parada e de Maçãs de Dona Maria, com a condição do monarca lhe entregar anualmente de 3.300 libras. Por se encontrar bastante doente, a 14 de julho de 1269, mandou escrever um segundo testamento, legando a sua enorme fortuna a familiares e a várias congregações religiosas.
Faleceu a 8 de agosto de 1269, sendo sepultada no Mosteiro de Santa Cruz, próxima do Altar de Santo António, tal como eram os seus últimos desejos.